# متحف جمهورية الشيشان الوطني
متحف جمهورية الشيشان الوطني هو متحف تاريخي محلي يقع في غروزني عاصمة جمهورية الشيشان، وله أيضًا 5 فروع أخرى في قرى الجمهورية.

## التاريخ

### إنشاء المتحف
تم افتتاح متحف جمهورية الشيشان الوطني في 7 نوفمبر 1924 من قبل قسم التعليم العام قي غروزني، حيث كان في الأصل متحف لتاريخ الثقافة والدين، وكان يشغل غرفتين في إحدى المدارس وفيه تم إحضار مجموعات من الأشياء ذات القيمة الثقافية من مؤسسات مختلفة كما تم افتتاح قسم للمسكوكات في فبراير 1925. تم في المتحف جمع معروضات حول تاريخ غروزني والشيشان وكذلك تاريخ الدين، وقد تم إنشاء المتحف بمساعدة أحد الجامعين المحليين وهو بوريس سكالوتي الذي أصبح أول مدير له.
تحول متحف الشيشان في ثلاثينيات القرن العشرين من مستودع للآثار المادية إلى مؤسسة بحثية، وفي عام 1934 اتحدت أوبلاستات الشيشان وإنغوشيا في أوبلاست الشيشان-إنغوش ذاتي الحكم، في عام 1936 تحولت تلك المنطقة إلى جمهورية تتمتع بالحكم الذاتي، حصل المتحف على اسم متحف الشيشان -إنغوش الجمهوري المحلي.

### الحرب العالمية الثانية والترحيل
لم يتوقف المتحف عن العمل خلال الحرب الوطنية العظمى، لكن حتى مع إجبار الشيشان والإنغوش على مغادرة وطنهم في فبراير 1944 ظل المتحف موجودًا كمتحف غروزني الإقليمي للتاريخ المحلي حتى منتصف الخمسينيات، برصيد 3356 قطعة معروضة.

### استعادة الجمهورية
بعد استعادة الجمهورية الاشتراكية السوفيتية الشيشانية-الإنغوشية المستقلة في عام 1957، عرض المتحف معروضات تعكس نجاحات الشيشان-إنغوشيا في مجال الاقتصاد والتعليم والثقافة. وقد ساهم ذلك تحقيق إدراك لأنشطتهم التنويرية والتعليمية والدعاية.
في عام 1967، حصل المتحف على شهادة من وزارة الثقافة في الاتحاد السوفياتي، وفي عام 1973 - على شهادة من الدرجة الثانية من قبل وزارة الثقافة في جمهورية روسيا الاتحادية الاشتراكية السوفياتية، وبعد ذلك تلقى المتحف العديد من الجوائز. بحلول التسعينيات كان المتحف هو الأكبر في شمال القوقاز، بعدد معروضات تخطى 230 ألف وحدة.
في عام 1994 تم إنشاء متحفان إقليميان على أراضي الشيشان:
- متحف الشيشان المشترك (متحف للتاريخ المحلي) مع فروع:
  - متحف أربي ماماكايف الأدبي والتذكاري بمقاطعة نادترشني.
  - متحف ليو تولستوي الأدبي والإثنوغرافي في قرية قرية ستاروغلادوفسكايا بمقاطعة شيلكوفسكوي.
  - متحف أصلانبك شاريبوف التاريخي والتذكاري في مقاطعة شاتويكي؛
- متحف بيتر زخروف الجمهوري الشيشاني للفنون الجميلة مع فرعين:
  - قاعة المعرض
  - ستوديو مدرسة الفنون الجميلة.

بحلول بداية التسعينيات، بلغ المتاحف الشيشانية أوج قمته، فقد حصلت على مبان جديدة ومساحات شاسعة سمحت بعرض العديد من نوادر المتاحف التي لم يطالب بها أحد في المجموعات لأسباب أيديولوجية وسياسية وغيرها.

### الحروب الشيشانية

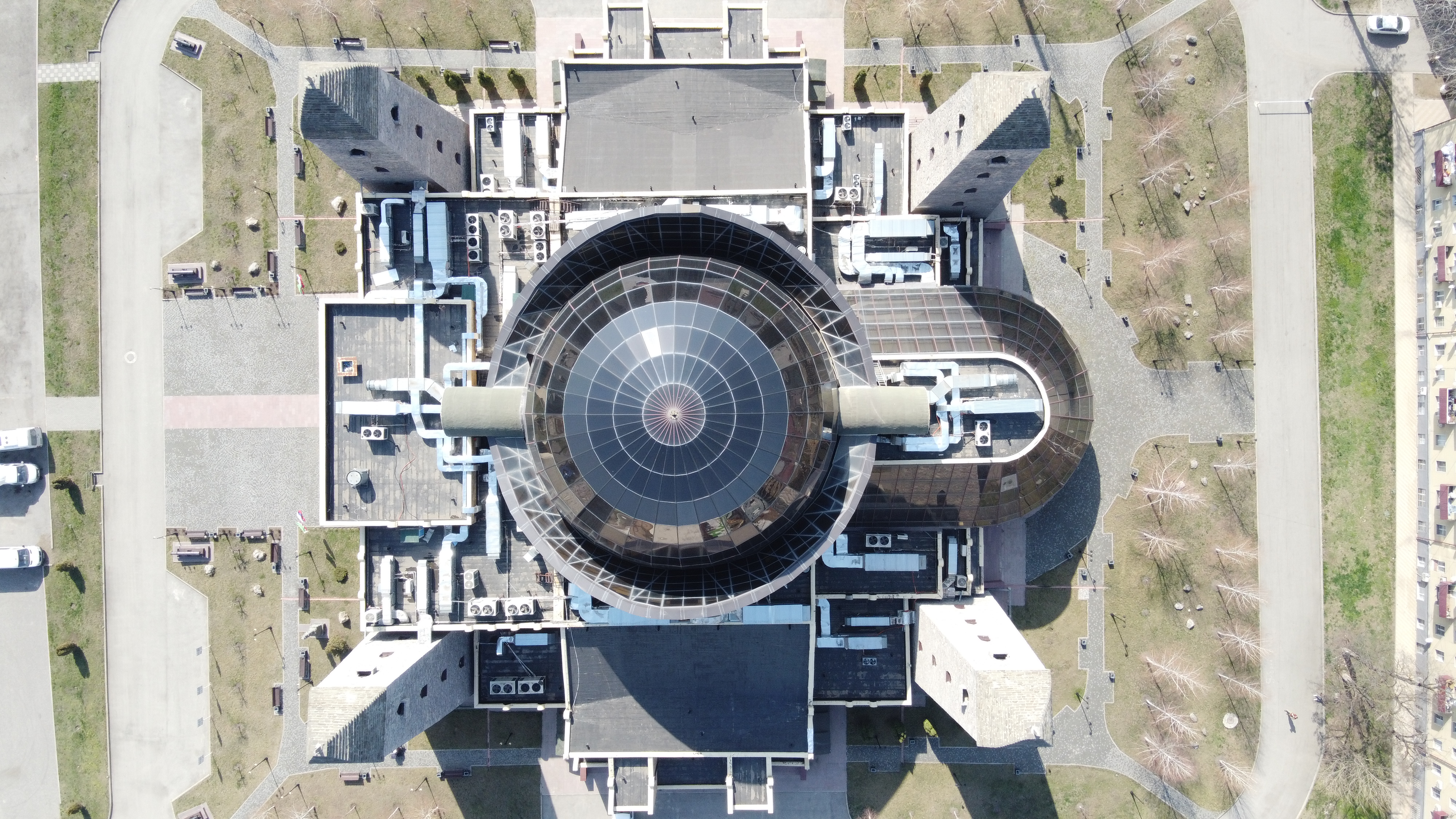
مبنى المتحف الجديد

كان للقتال في الحرب الأولى والثانية عواقب وخيمة على التراث التاريخي والثقافي للشعب الشيشاني، وشبكة المتاحف وأعمال المتاحف بشكل عام. تم تدمير القاعدة المادية والتقنية للمتاحف تدميراً كاملاً، ونُهبت مقتنيات المتحف وفقدت (حتى 90٪)، ودُمرت مباني المتحف الوطني ومتحف أصلانبك شاريبوف.
فقد المتحف الرئيسي أهم القيم الثقافية والتاريخية من جميع الجهات. ومن بين اللوحات المفقودة «مقتل الجنرال سليبسوف في غابة غيخي» لفرانز روبو و«صورة لصبي مع كتاب» لفاسيلي تروبينين ولوحتي«المناظر الطبيعية» و«القوقاز» لبيوتر فرشاغن ولوحتي «المشهد القمري» و «ألكان-يورت» لإيفان إيفازوفسكي و«الجياع» لإيليا ريبين.
كما اختفت المجموعة الإثنوغرافية بأكملها، منها:
- مجموعة من الفولاذ البارد والأسلحة النارية من القرنين السابع عشر والتاسع عشر؛
- ختم ومدقق شامل الداغستاني قدم إلى أوما دوييف، أحد قادة حركة التحرير الوطني في الشيشان في القرن التاسع عشر؛
- أشياء تخص أصلانبيك شاريبوف، القائد السياسي والعسكري للشيشان وشمال القوقاز؛
- أدوات أثرية.
- أطباق فريدة من نوعها للطبق الوطني «الجالنائ المسال»، الذي عامله سيرجو أوردزونيكيدز كطبقه الخاص؛

وأكثر من ذلك بكثير، فقدت سبعة من الأعمال التسعة للفنان الشيشاني المحترف بيتر زاخاروف، وهو رسام أكاديمي في الأكاديمية الروسية للفنون الإمبراطورية.
اختطف أيضا:

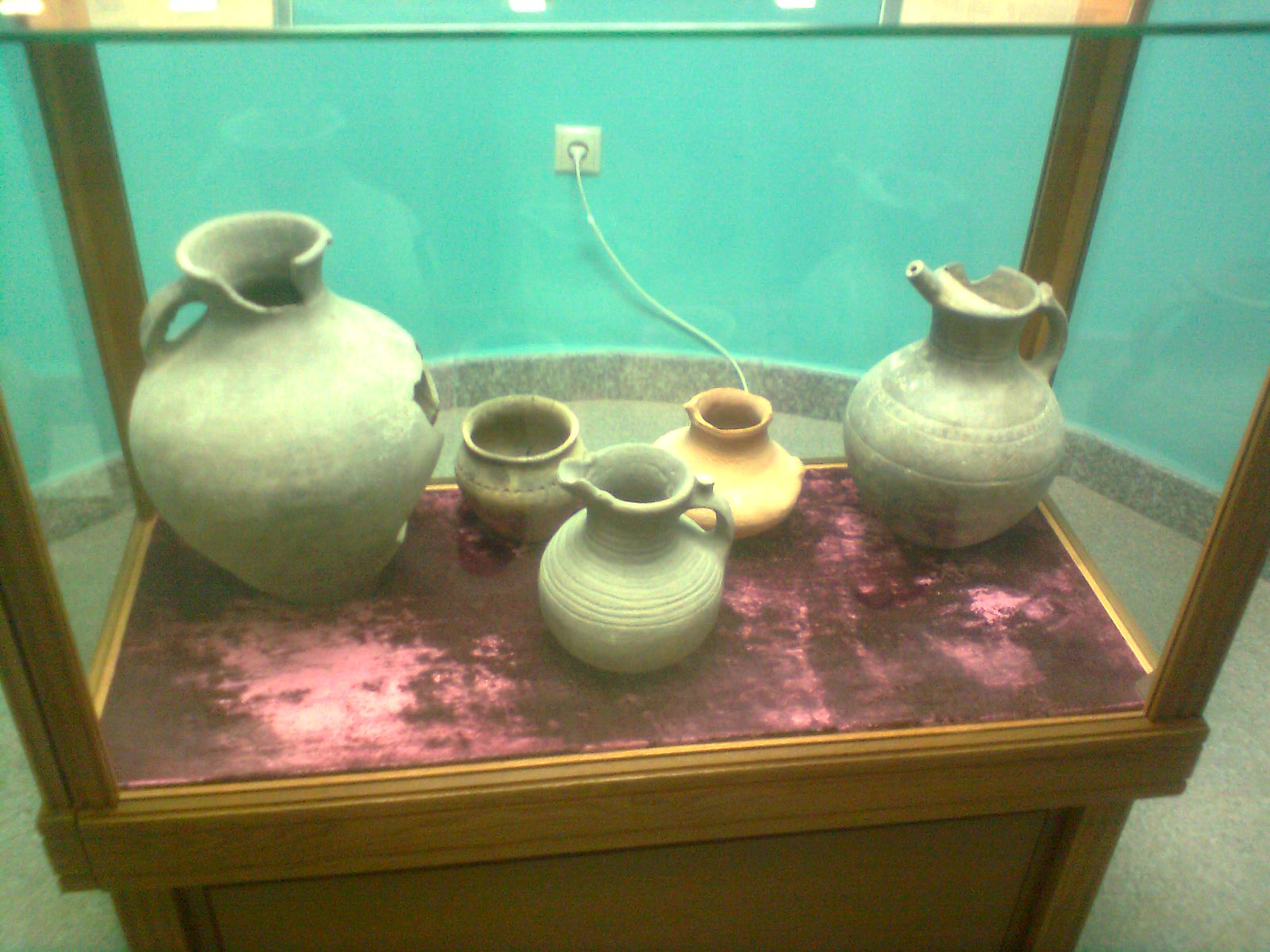
المعروضات من مجموعة المتحف

- 16 وحدة من السيوف الجبلية والمسودات في القرنين الثامن عشر والتاسع عشر مع زخارف من المعادن النفيسة؛
- حوالي 200 قطعة من مجموعة من العناصر من ملابس الرجال والنساء الوطنية، وتسخير الخيول المصنوعة من المعادن الثمينة (المرايل، والجزيري، أحزمة النساء والرجال، اللجام، والرموش.. الخ)؛
- 77 وحدة أعمال من الفن الزخرفي والتطبيقي الأوروبي والروسي والشرقي في القرنين الثامن عشر والتاسع عشر؛
- 40 كتاب جرد مع بيانات عن جميع مجموعات المتاحف؛
- 50 مجلداً من تقارير الحملات الأثرية التي نُفذت على أراضي الجمهورية منذ عام 1947، ووثائق أخرى.[1]

نظرًا للحاجة إلى توحيد مقتنيات المتاحف المحفوظة ومتابعة سياسة المتحف الموحدة، تم دمج متحف الدولة الشيشاني الإقليمي والمتحف الجمهوري الشيشاني للفنون الجميلة في أكتوبر 1996 في متحف جمهورية الشيشان الوطني.

### فترة ما بعد الحرب

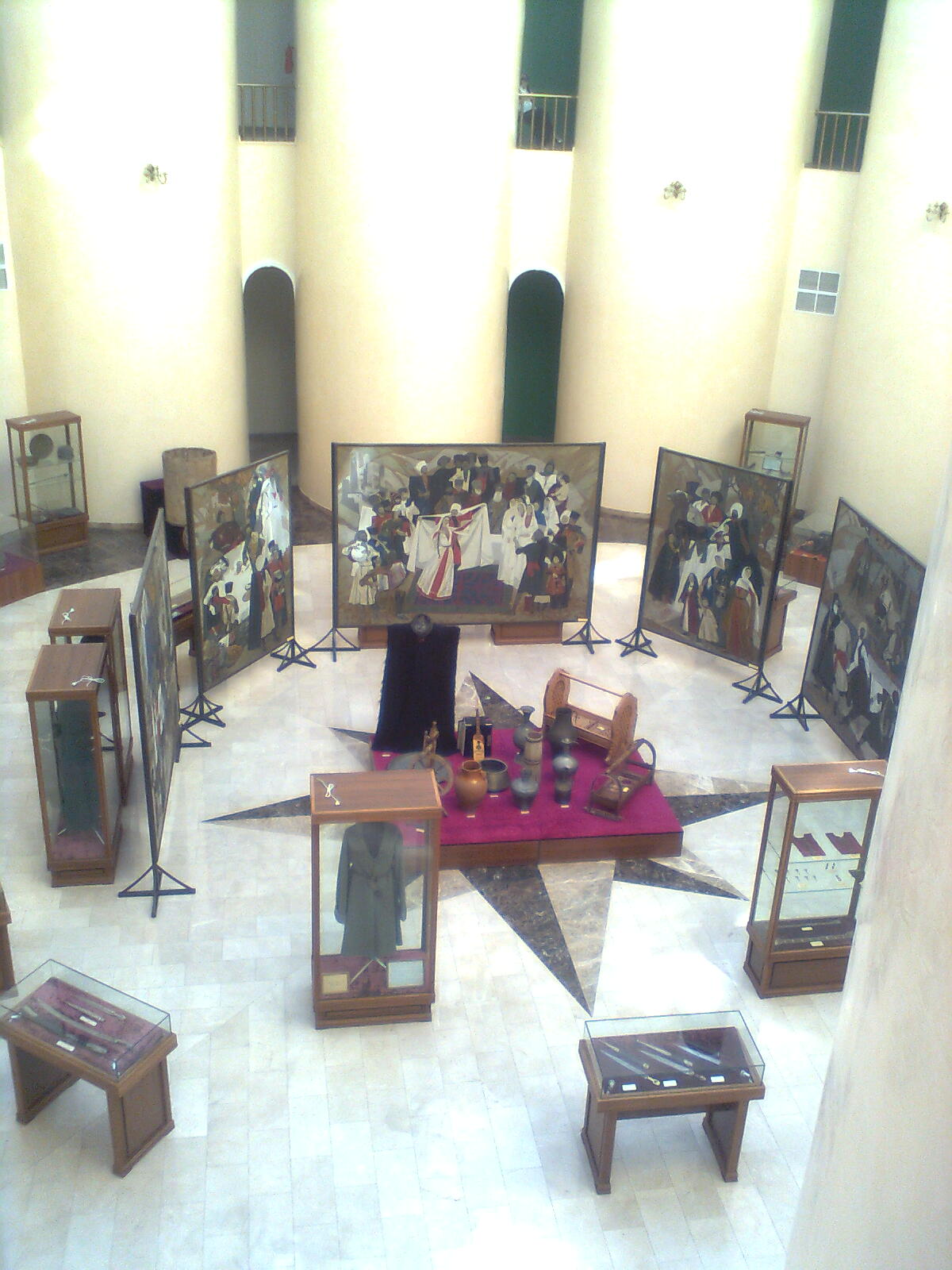
القاعة المركزية للمتحف

في عام 2004، أقيم معرضان في جروزني بمساعدة معرض تريتياكوف. قام وفد اللجنة الروسية التابعة للمجلس الدولي للمتاحف بدراسة حالة شبكة المتاحف في الجمهورية والتزم بتزويد متحف الشيشان الوطني بالمعدات اللازمة وافتتاح الموقع الإلكتروني وتشغيله.
في 18 مايو 2007 في اليوم العالمي للمتاحف، تم الافتتاح الكبير لساحات المتاحف المستعادة. في عام 2009، تم إعادة بناء المبنى الرئيسي لمتحف ليو تولستوي الأدبي والإثنوغرافي، وتم ترميم المباني القائمة وتم تشييد المباني الجديدة. تم الانتهاء من أعمال والترميم في القصر القديم لمتحف ليرمنتوف وتزيين أراضيه.
خلال فترة ما بعد الحرب، زادت مقتنيات المتحف الوطني بأكثر من 4 آلاف عنصر، وجاري العمل على البحث عن الممتلكات المسروقة في المتحف وإعادتها. تم نقل 94 لوحة من المتحف في عام 1995 لإعادة ترميمها إلى مركز إيغور غرابار للفن والعلوم والترميم في روسيا، وبين عامي 1999 و2002، أضيفت 4 لوحات أخرى لهم:
- "صورة الكونت نيكولاي زوبوف و"صورة الكونتيسة ناتاليا زوبوف" لفنان غير معروف؛
- «صورة البارون روكاسوفسكي» لكونستانتين ماكوفسكي (القرن التاسع عشر)؛
- «الاستيلاء على قرية غونيب والقبض على شامل في 25 أغسطس 1859» لفرانز روبو.

عاد مدفعان من بداية القرن التاسع عشر من سورجوت في أوبلاست تيومين إلى المتحف، أخرجهما الجيش من الشيشان خلال الحملة العسكرية الأخيرة. يضم المتحف اليوم أكثر من 30 ألف وحدة، وتستمر عملية استرجاع المفقودة.

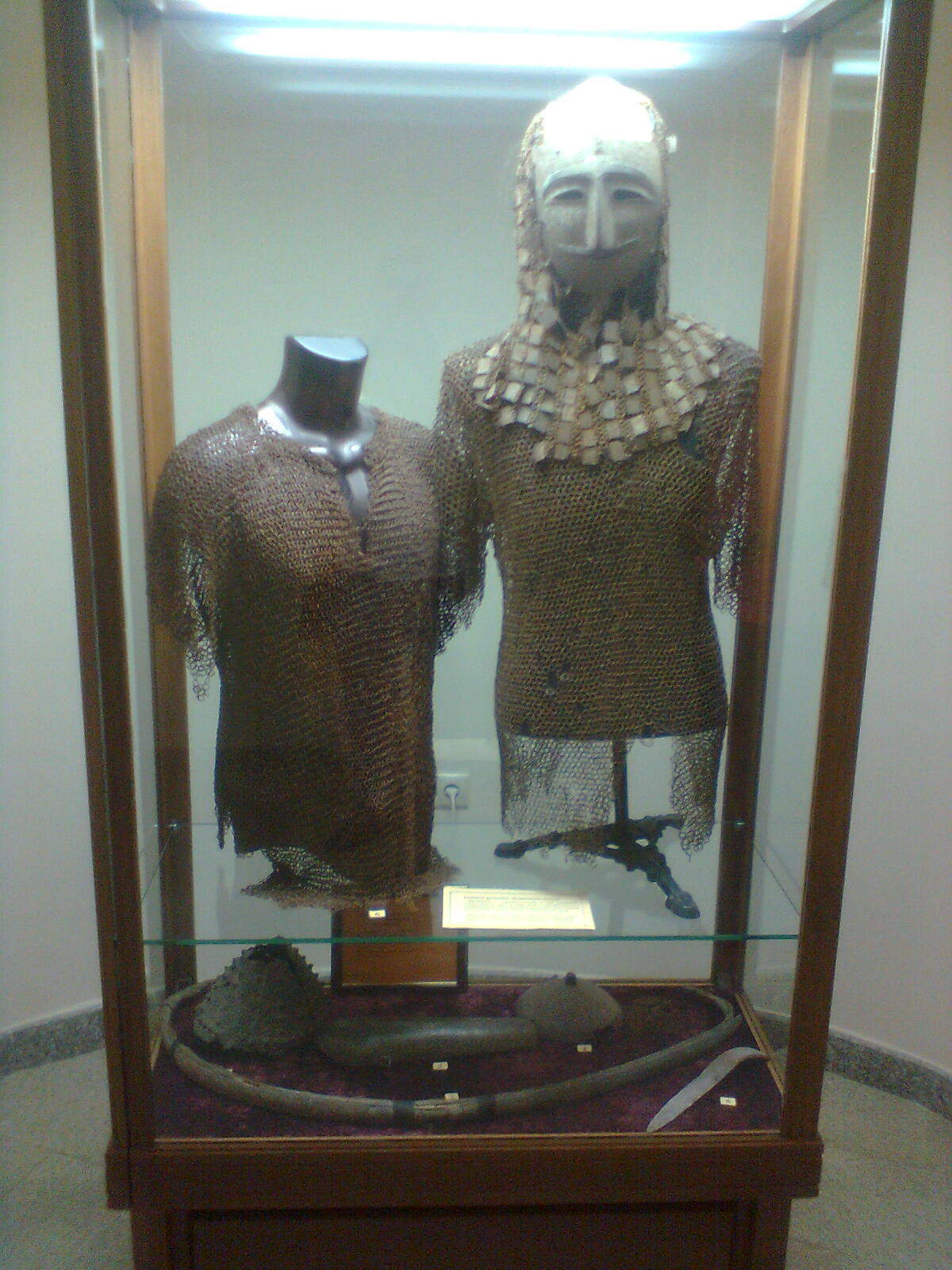
درع محارب شيشاني من مجموعة المتحف

في فترة ما بعد الحرب، على الرغم من عدم وجود ظروف أولية، لم يتوقف المتحف الوطني لجمهورية الشيشان عن الأنشطة العلمية والتعليمية والمعرضية: فقد عُقدت مؤتمرات علمية وعملية، نُشرت عدة مجموعات من المقالات العلمية (نُشرت إحداها في متحف ليو تولستوي «ياسنايا بوليانا»)، وتم تنظيم المعارض والرحلات. يقوم طلاب قسم التاريخ بجامعة الشيشان الحكومية الذين يدرسون في تخصصات «أعمال المتاحف وحماية الآثار» و «التاريخ» و «الخدمة الاجتماعية والسياحة» بأعمال المتاحف في المتحف الرئيسي وفروعه، وفي 5 أكتوبر 2012 تم افتتاح مبنى متحف جديد.
في ديسمبر 2013 افتتح المتحف الأول في مركز معلومات وتعليم شمال القوقاز «متحف الدولة الروسية: فرع افتراضي»، الذي أصبح 135 من بين العاملين في روسيا والخارج وفي أنتاركتيكا كجزء من مشروع دولي فريد يجسد فكرة الوصول إلى أكبر مجموعة من الفن الوطني من خلال أحدث تكنولوجيا الكمبيوتر.

## وصلات خارجية
- المتحف الوطني لجمهورية الشيشان
- المتحف الوطني لجمهورية الشيشان
- المتحف الوطني لجمهورية الشيشان نسخة محفوظة 19 أغسطس 2013 على موقع واي باك مشين.
- Национальный музей Чечни - 87 лет Чечня. على يوتيوب على يوتيوب